# عميرة التوازرة
عميرة التوازرة هي مدينة تونسية تقع في ولاية المنستير.

تكوّن بلدية يقطنها 261 6 نسمة حسب التعداد الرسمي في 2014، بينما كان فيها 996 4 نسمة في 2004. وتنتمي إداريا لمعتمدية المكنين.